# إيف دي فينتر
إيف دي فينتر (25 مايو 1987 في بلجيكا - ) هو لاعب كرة قدم بلجيكي في مركز حراسة المرمى، شارك في الألعاب الأولمبية الصيفية 2008. وشارك مع منتخب بلجيكا تحت 21 سنة لكرة القدم ومنتخب بلجيكا الوطني لكرة القدم للشباب ‏. أما مع النوادي، فقد لعب مع إي زد ألكمار ودي غرافشاب ونادي سينت ترويدن ونادي فيسترلو.

## وصلات خارجية
- إيف دي فينتر على موقع الاتحاد الدولي (مؤرشف)  (الإنجليزية)
- إيف دي فينتر على موقع قاعدة بيانات كرة القدم.إي يو (الإنجليزية)
- إيف دي فينتر على موقع Soccerway.com (الإنجليزية)
- إيف دي فينتر على موقع عالم كرة القدم.نت (الإنجليزية)
- إيف دي فينتر على موقع أوليمبيديا (الإنجليزية)
- إيف دي فينتر على موقع AS.com (الإسبانية)